# 港南郵便局
港南郵便局（こうなんゆうびんきょく）は神奈川県横浜市港南区にある郵便局。民営化前の分類では集配普通郵便局であった。

## 概要
住所：〒233-8799 神奈川県横浜市港南区最戸1-20-6

### 併設施設
- ゆうちょ銀行港南店（さいたま支店港南出張所）：取扱店番号024500

## 沿革
- 1965年（昭和40年）3月22日 - 横浜南郵便局として、南区最戸町に開局[1]。
- 1969年（昭和44年）10月20日 - 港南郵便局に改称。
- 1995年（平成7年）3月27日 - 新設の港南台郵便局に、港南区西部地域（笹下、日野、日野中央、港南台、日野南、野庭町）の集配業務を移管
- 1999年（平成11年） - 外国通貨の両替および旅行小切手の売買に関する業務取扱を開始。
- 2007年（平成19年）10月1日 - 民営化に伴い、併設された郵便事業港南支店、ゆうちょ銀行港南店に一部業務を移管。
- 2012年（平成24年）10月1日 - 日本郵便株式会社発足に伴い、郵便事業港南支店を港南郵便局に統合。

## 取扱内容

### 港南郵便局
- 郵便、印紙、ゆうパック、内容証明
- 生命保険、バイク自賠責保険、自動車保険
- 地方公共団体事務（横浜市バス利用券・横浜市電車利用券等の交付）
- 「233-00xx」区域（横浜市港南区の一部）の集配業務
- 横浜市港南区内全域郵便ポストからの取集業務
なお、港南台郵便局管内のコンビニポストおよび港南台郵便局前ポストの取集は港南台郵便局が行っている。
- ゆうゆう窓口

### ゆうちょ銀行港南店
- 貯金、貸付、為替、振替、振込、国際送金、外貨両替、国債、投資信託、変額年金保険
- ATM

## 周辺
- イトーヨーカドー横浜別所店
- 横浜市立南が丘中学校
- 横浜市立桜岡小学校
- 大岡川

## アクセス
- 京急本線・横浜市営地下鉄ブルーライン 上大岡駅（西口）から徒歩約11分
- 横浜市営地下鉄ブルーライン　弘明寺駅から徒歩約18分
- 京急本線　弘明寺駅から徒歩約20分
- 神奈中バス 桜岡小学校前停留所下車
- 横浜横須賀道路 別所ICから東へ約1.5km
- 駐車場あり：9台